# روسلان مالینووسکی
روسلان وولودیمیروویچ مالینووسکی (اوکراینی: Руслан Володимирович Маліновський؛ زادهٔ ۴ مهٔ ۱۹۹۳) بازیکن فوتبال اهل اوکراین است که برای باشگاه مارسی به صورت قرضی از آتالانتا بازی می‌کند.
از باشگاه‌هایی که در آن بازی کرده‌است می‌توان به شاختار دونتسک، زوریا لوهانسک، خنک، آتالانتا و مارسی اشاره کرد.
وی همچنین در تیم ملی فوتبال اوکراین بازی کرده‌است.